# Акюз Ла Банкс
Зад псевдонима Акюз Ла Банкс (Accuse La Banks) стои Денис Банкс Бамгбое, който е композитор, музикален продуцент и изпълнител в стиловете хип-хоп, R&B, госпъл и хардкор.

## Биография
Роден в Лагос, Нигерия, в детството си Акюз Ла Банкс е повлиян от госпъл музиката. Пее и свири на барабани в църквата. Първоначално известен под името Кют Акюз, той започва музикалната си кариера по хип-хоп фестивали и клубове в Лагос, Нигерия.
През 1994 година Банкс решава да пътува и пристига в България, Пловдив, където започва от „улицата“, събирайки фенове и пеейки гангстерски рап. След 6 месеца учене на български, написва и изпява песните „Момиче искам теб“ и „Голямо дупе, голямо работа“, които печелят широка популярност. През 1996 година в Пловдив той издава дебютния си албум „Лошьо новини“. Така Акюз Ла Банкс става първият чернокож изпълнител в България пеещ рап на български език.
През 2000 г. Акюз Ла Банкс основава собствен звукозаписен лейбъл Акюз Ла Банкс Рекърдс и започва своята кариера като музикален продуцент.
През 2007 г. Акюз Ла Банкс издава албума си „Apache Papa 2.1(Part Scandal)“, продуциран от собствената му музикална компания Акюз Ла Банкс Рекърдс.
„Apache Papa 2.1(Part Scandal)“ обединява в себе си осем парчета в стил „Old school“ хип-хоп и R&B. Всички песни в албума са написани и продуцирани от Акюз Ла Банкс. Пилотният сингъл на албума е гангстерският рап „Get up“, който през 2008 бива включен в компилацията на Hi Rollerz Records, „Coast2Coast“ Vol.34, представена лично от хип-хоп гурото Pharrell Williams.
Акюз Ла Банкс е забелязан от американската компания Roo Records, която включва неговата песен „Here I am“ в компилацията „Music To Live By“, представяща съвременни изпълнители от жанра Holy Hip Hop.
Акюз Ла Банкс е член на Асоциацията на музикалните продуценти „Профон“, Гилдията на музикалните артисти към САБ и Дружеството за колективно управление на авторски права „Мюзикаутор“.

## Цитат
| „ | Когато правя музика, не мисля за парите. Истинското изкуство е нещо, с което не може да се прави компромис. То те контролира изцяло. Акюз Ла Банкс | “ |

## Дискография
- 1996 „Лошьо новини“

- 2007 „Apache Papa 2.1(Part Scandal)“

1. „Ladies and gentlemen“
2. „Approach me carefully“
3. „Get up“
4. „My system is on“ (O version)
5. „Feel me“ (O version)
6. „Feel me“ (China mix)
7. „I need ya“
8. „Your days are numbered“